# Siphunculina nitidissima
Siphunculina nitidissima är en tvåvingeart som beskrevs av Kanmiya 1982. Siphunculina nitidissima ingår i släktet Siphunculina och familjen fritflugor. Inga underarter finns listade i Catalogue of Life.